# Honda Ye P7
Honda Ye P7 и Honda Ye S7 — это будущие компактные кроссоверы с аккумуляторной батареей (C-сегмент), производимые компанией Honda через соответствующие совместные предприятия GAC Honda и Dongfeng Honda. Оба автомобиля продаются исключительно в Китае. Это первые представители серии автомобилей Honda Ye.

## История
На выставке Auto China в апреле 2024 года японский производитель Honda представляет свою новую линейку BEV и суббренд Ye, модели которого будут производиться и продаваться в Китае с 2024 года. Первые две модели серии Ye — P7 и S7, обе будут производиться совместными предприятиями Honda — GAC Honda и Dongfeng Honda.

## Технические характеристики
P7 и S7 оснащены большим вертикальным центральным экраном управления и ЖК-панелью приборов, при этом производитель решил сохранить физические кнопки. Оба автомобиля также оснащены панорамным люком на крыше с регулируемым светопропусканием. Сиденья обоих кроссоверов оснащены встроенными динамиками BOSE в подголовниках, а в развлекательной системе имеется умный голосовой помощник.  Кроме того, P7 и S7 оснащены мощной трансмиссией, аккумулятором высокой ёмкости и высокой плотности, полным приводом, передней подвеской на поперечных рычагах и пятирычажной задней подвеской.

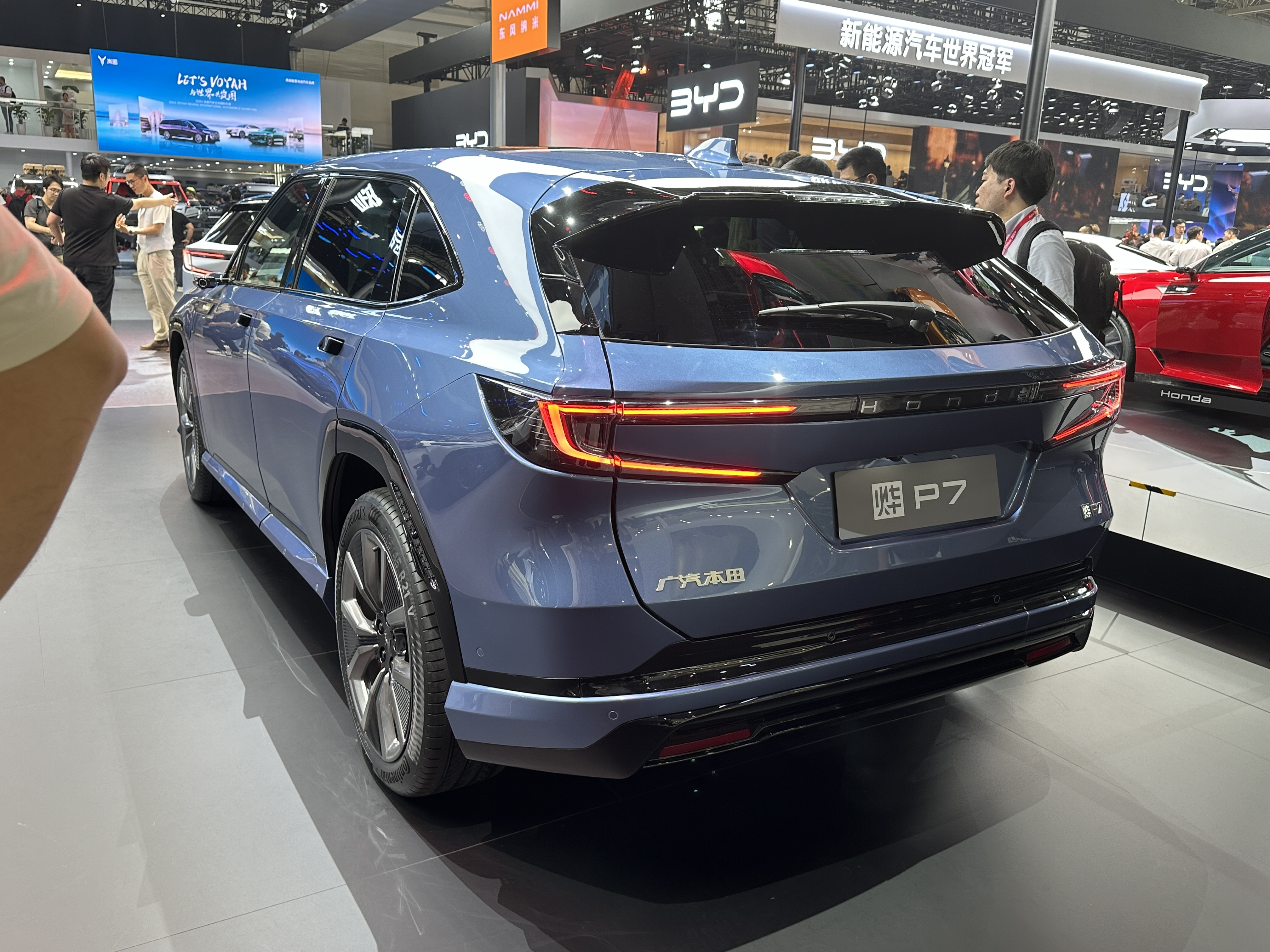
Вид сзади
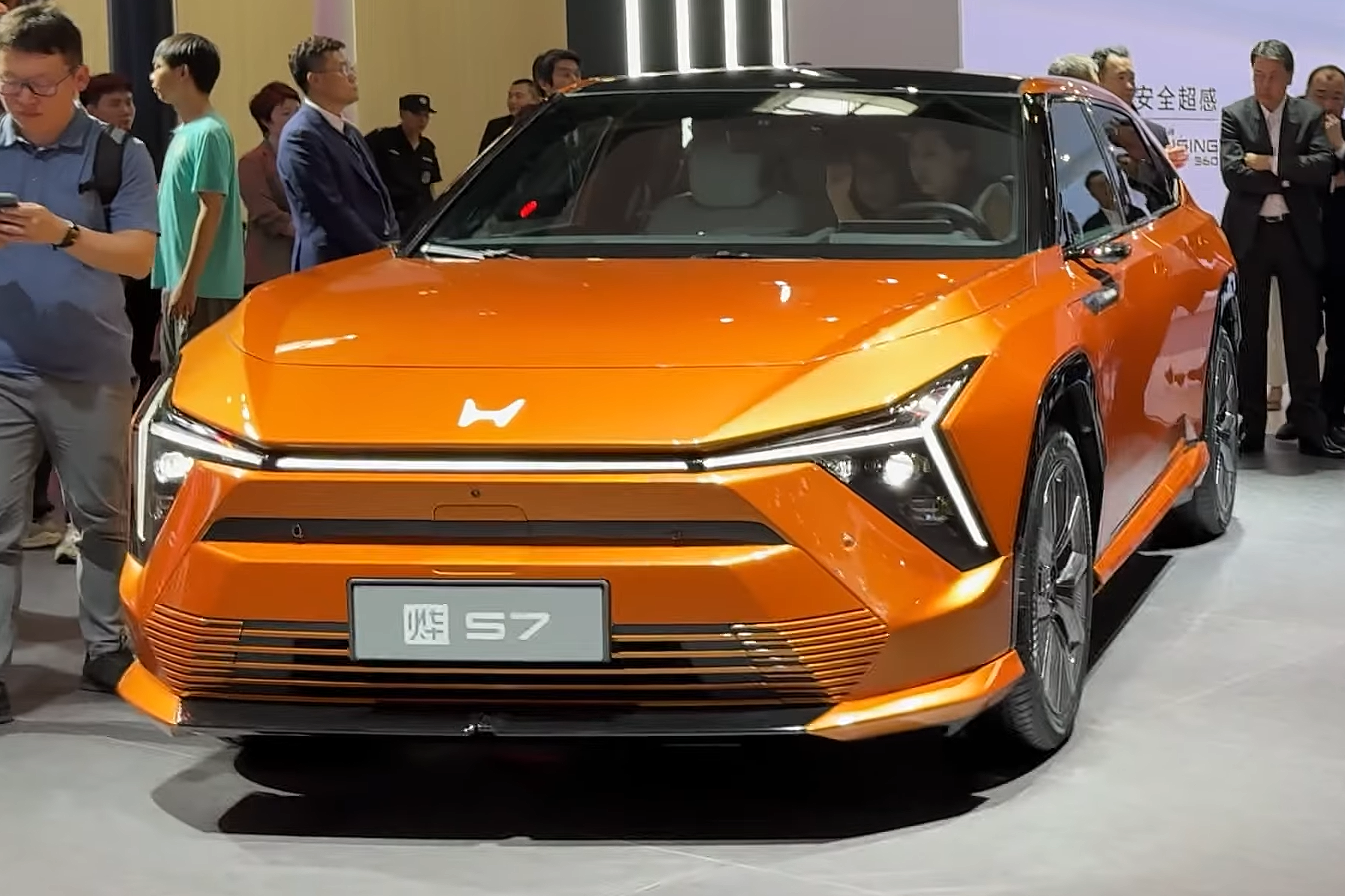
Honda Ye S7
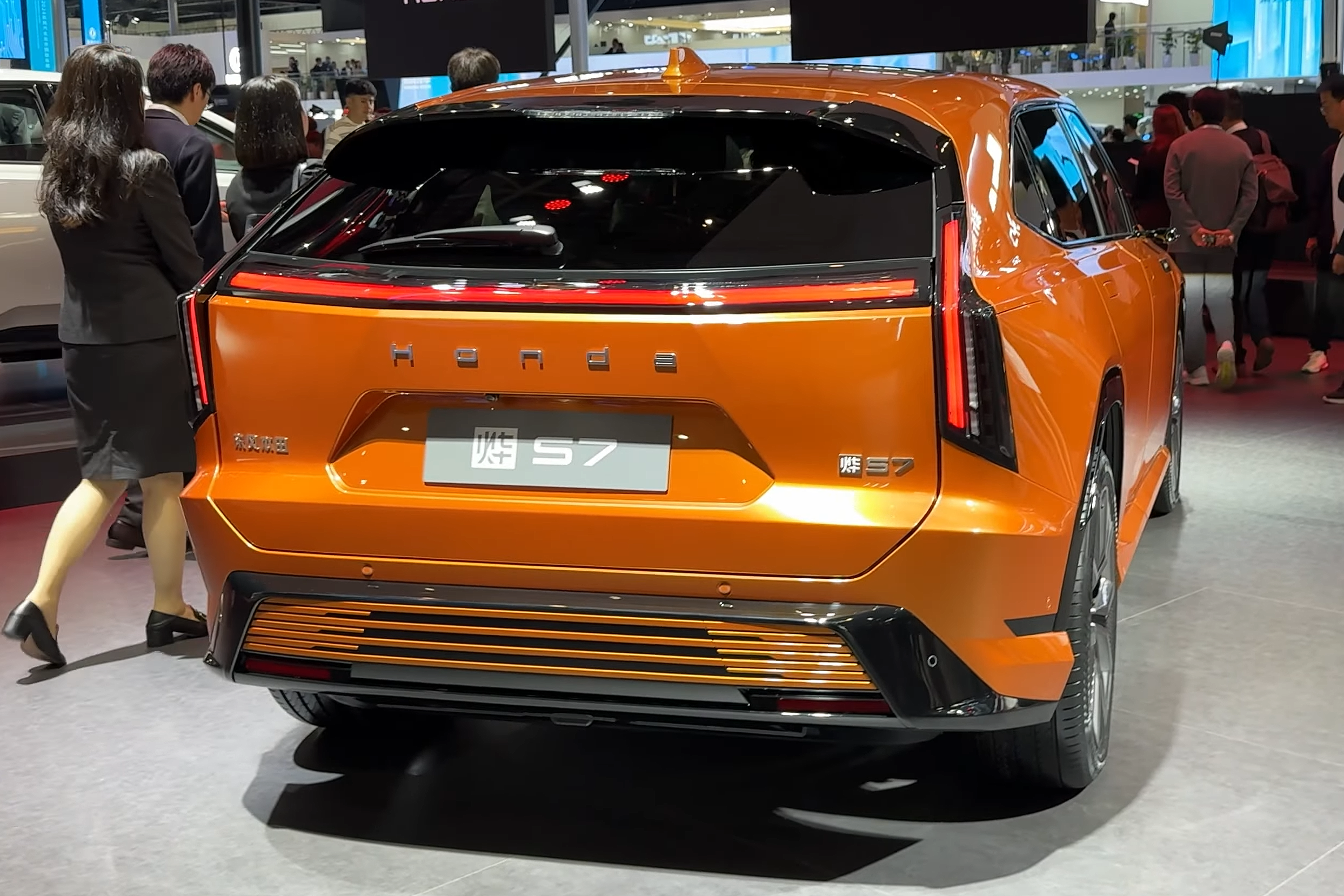
Вид сзади